# Nackt. Das Netz vergisst nie.
Nackt. Das Netz vergisst nie ist ein Fernsehdrama von Jan Martin Scharf aus dem Jahr 2017. Der Film beschäftigt sich mit dem Thema Cyber-Mobbing und dessen Wirkung auf seine Opfer und ist inspiriert von wahren Begebenheiten. Die Hauptrollen spielen Felicitas Woll, Martin Gruber und Aleen Jana Kötter. Premiere hatte der Film am 4. April 2017 im Programm von Sat.1.

## Handlung
Auf einer fragwürdigen Internet-Seite tauchen plötzlich Nacktfotos der 16-jährigen Lara auf. Die Fotos, die eigentlich nur für ihren Freund Basti gedacht waren, scheinen durch Spyware auf der Seite gelandet sein, und machen schnell die Runde in der Schule. Lara wird von ihren Mitschülern daraufhin gemobbt und schikaniert. Basti hält dem Druck nicht stand und trennt sich von ihr. Das verstörte Mädchen fühlt sich von allen verlassen und läuft von zuhause weg. Am nächsten Tag finden ihre Mutter Charlotte und Basti sie ohnmächtig mit einer Flasche Alkohol am Flussufer.
Laras Mutter Charlotte versucht, die endgültige Löschung der Fotos zu erreichen. Sie stellt jedoch schnell fest, dass dies fast unmöglich ist: Obwohl Laras Eltern die vom Webseitenbetreiber geforderten 500 Dollar zahlen, um das Foto löschen zu lassen, taucht es bereits am nächsten Tag erneut auf der gleichen Seite auf. Da die Webseite im Ausland gehostet wird, sind die Möglichkeiten der deutschen Polizei sehr begrenzt. Charlotte nimmt Kontakt mit anderen Opfer auf der Webseite auf und gemeinsam machen sie den möglichen Webseitenbetreiber ausfindig, der in Portugal lebt. Die portugiesische Polizei unternimmt eine Razzia, findet dabei jedoch keine Beweise.
Charlotte und die anderen Opfer werden sodann zur Zielscheibe des Seitenbetreibers, der seine lukrative Einnahmequelle gefährdet sieht. Die junge Muslima Amal ist eines der Opfer. Aus Schuldgefühlen gegenüber ihrer sehr religiösen Familie begeht sie Selbstmord. Dies geht Charlotte und den anderen Opfern sehr nahe und gemeinsam wenden sie sich an eine Gruppe junger Hacker. Die Gruppe wird aktiv, hackt die Seite und leitet Beweismittel anonym an die Polizei weiter, die den Betreiber daraufhin festnehmen kann.
Die Familie glaubt, dass nun endlich alles überstanden sei und begibt sich gemeinsam mit Basti auf einen Ausflug ans Meer. Der Film endet damit, dass Handyfotos eines anderen Mädchen ohne ihr Wissen auf eine ähnliche Seite geladen und öffentlich gemacht werden.

## Produktionsnotizen

### Dreharbeiten, Quote
Die Dreharbeiten fanden im Zeitraum vom 15. November bis 14. Dezember 2016 in München und der Region Süddeutschland statt.
Der Film erreichte bei einer Wiederholung am 16. Februar 2019 beim Sender Sat.1 Gold 2,60 Mio. Zuschauer, was einem Marktanteil von 8,4 Prozent entsprach.

### Hintergrund
Der Film basiert lose auf der Geschichte der kanadischen Jugendlichen Amanda Todd. Todd war ein 15-jähriges Mädchen aus der Nähe von Vancouver, das ein Nacktfoto von sich an einen Chat-Bekannten schickte. Dieser veröffentlichte das Foto auf Facebook und sandte es an Schüler und Mitarbeiter der gesamten Schule des Mädchens. Die Mobbing-Attacken und die Erpressungen durch den Chat-Bekannten haben der Jugendlichen über mehrere Jahre so zugesetzt, dass sie zweimal versuchte, sich das Leben zu nehmen. Beim zweiten Versuch starb sie.
Die Drehbuchautorin und der Regisseur wandelten die Geschichte dieses Films ein wenig ab und wählten eine andere Figur für den Selbstmord. Amal, gespielt von Jasmina Al Zihairi, hält dem Druck beim erneuten Aufbrechen alter Wunden nicht mehr stand und begeht Selbstmord.

## Kritik
Der Filmdienst sprach von einem (Fernseh-)Drama, das zur Zerreißprobe für die betroffene Familie werde, und „sich um die Risiken des Datendiebstahls im Internet“ drehe. Dies geschehe „in einer Mischung aus Cyber-Thriller und Familien-Melodram“. Und schrieb weiter: „Ein bisweilen etwas reißerischer, insgesamt aber spannend-unterhaltsamer Ansatz, um vor den Schattenseiten der umfassenden digitalen Vernetzung zu warnen. – Ab 16.“
Tilmann P. Gangloff gab dem Film auf der Seite tittelbach.tv 3½ von sechs möglichen Sternen und erinnerte daran, dass Sat 1 eine ähnliche Geschichte vor einigen Jahren schon mal erzählt habe: In online – meine Tochter in Gefahr seien Mutter und Tochter das Opfer perfider Internetattacken geworden. Dieser Film sei jedoch näher dran an ARD-Tragödien wie Homevideo oder Das weiße Kaninchen, in denen ebenfalls Nacktaufnahmen von Jugendlichen im Netz kursierten. Der Film sei „dramaturgisch einfallslos erzählt“ und erreiche „bei weitem nicht die Intensität der beiden mit dem Grimme-Preis gekrönten ARD-Dramen“. Gangloff lobte die Szenen mit der von Aleen Jana Kötter gespielten Lara, die „berührend“ seien und die Laras Unbehagen, „das sich zur Panik steigert – trotz plakativer Inszenierung – vorzüglich nachvollziehen“ ließen. Die junge Mimin sei schon als ältere Tochter in dem Drama Nur eine Handvoll Leben „ganz ausgezeichnet“ gewesen. Felicitas Woll und Martin Gruber seien „als Eltern überzeugend, als die Welt der Familie noch in Ordnung“ gewesen sei, später würden „die Dialoge nur noch selten lebensnah (vorgetragen)“. Woll gelinge es zudem nicht, „an ihre herausragende Titelrolle in Die Ungehorsame, einem erschütternden Sat-1-Drama über Gewalt in der Ehe, anzuknüpfen“.